# Dieter Below
Dieter Below (n. 23 iunie 1942, Rostock, Germania Nazistă) este un sportiv ce a reprezentat Republica Democrată Germană, medaliat olimpic. A participat la două ediții ale Jocurilor Olimpice (1976, 1980) în care a câștigat o medalie de bronz.